# آی‌بی‌ام ای‌آی‌اکس
آی‌بی‌ام ای‌آی‌اکس (به انگلیسی: IBM AIX) نام دسته‌ای از سیستم‌عامل‌های یونیکسی انحصاری است که توسط شرکت آی‌بی‌ام و برای چندین معماری سخت‌افزاری مختلف توسعه‌داده شده و به فروش می‌رسند. این سیستم‌عامل که در ابتدا برای ایستگاه کاری IBM 6150 منتشر شد، در حال حاضر از طیف گسترده‌ای از سکوهای سخت‌افزاری نظیر سری RS/6000، سیستم‌های مبتنی بر پاورپی‌سی و POWER، معماری IBM System i، مین‌فریم‌های System/370، رایانه‌های شخصی PS/2 و Apple Network Server پشتیبانی می‌کند. AIX مبتنی بر سیستم پنج یونیکس است و با اضافاتی با 4.3BSD هم سازگار شده‌است. این سیستم‌عامل یکی از چهار سیستم‌عامل تجاری است که در حال حاضر از اوپن گروپ گواهی سازگاری با استاندارد UNIX 03 دریافت کرده‌اند (سه سیستم‌عامل دیگر عبارتند از مک اواس ده، سولاریس و اچ‌پی-یواکس). اولین نسخه از سیستم‌عامل‌های خانواده AIX در سال ۱۹۸۶ منتشر شد و وقتی که در سال ۱۹۹۰ معماری RS/6000 معرفی شد، AIX به سیستم‌عامل استاندارد این معماری تبدیل گشت و هنوز هم به‌طور فعالانه‌ای توسط شرکت آی‌بی‌ام توسعه می‌یابد.